# Protea scolymocephala
Protea scolymocephala (лат.) — кустарник, вид рода Протея (Protea) семейства Протейные (Proteaceae), эндемик Южной Африки.

## Таксономия
Впервые вид был описан Карлом Линнеем как Leucadendron scolymocephalum, но перенесён в род Protea Иоганном Якобом Райхардом в 1779 или 1780 году.

## Описание
Protea scolymocephala — небольшой прямостоячий кустарник высотой от 0,5 до 1,5 м. У него один главный стебель, который разветвляется на большое количество вторичных стеблей. Листья линейно-лопатковидные и загнуты вверх. Соцветие желтовато-зелёного цвета и относительно небольшое, около 3,5-4,5 см в диаметре. Цветёт весной, с июня или июля по ноябрь, с пиком ранней весной, с августа по сентябрь. Однодомный вид, в каждом цветке представлены представители обоих полов. Плоды остаются на растении после высыхания. Семена, хранящиеся внутри огнеупорных семенных коробочек, при высвобождении после лесного пожара разносятся ветром. Отдельные растения обычно имеют продолжительность жизни около 20 лет.

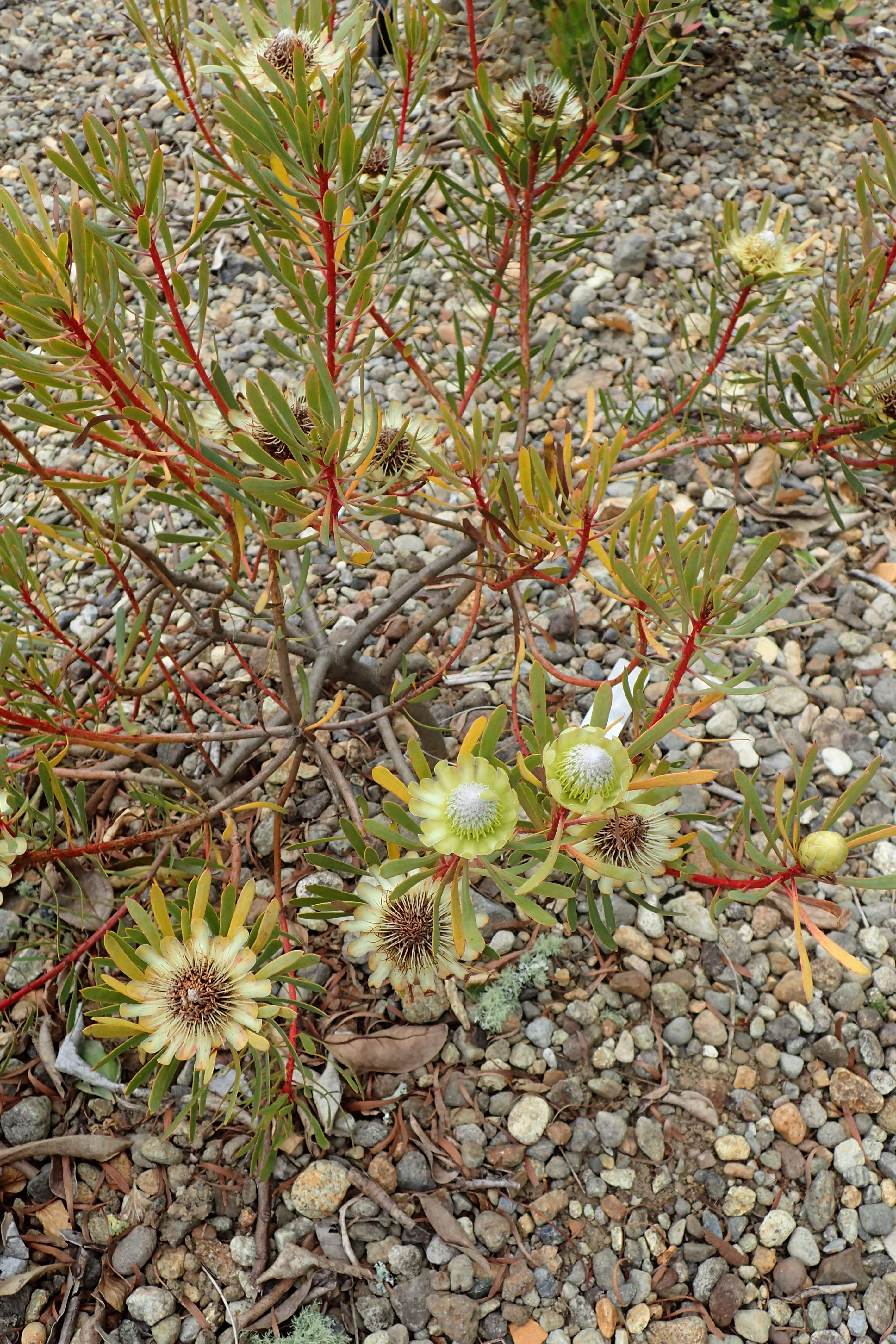
Общий вид
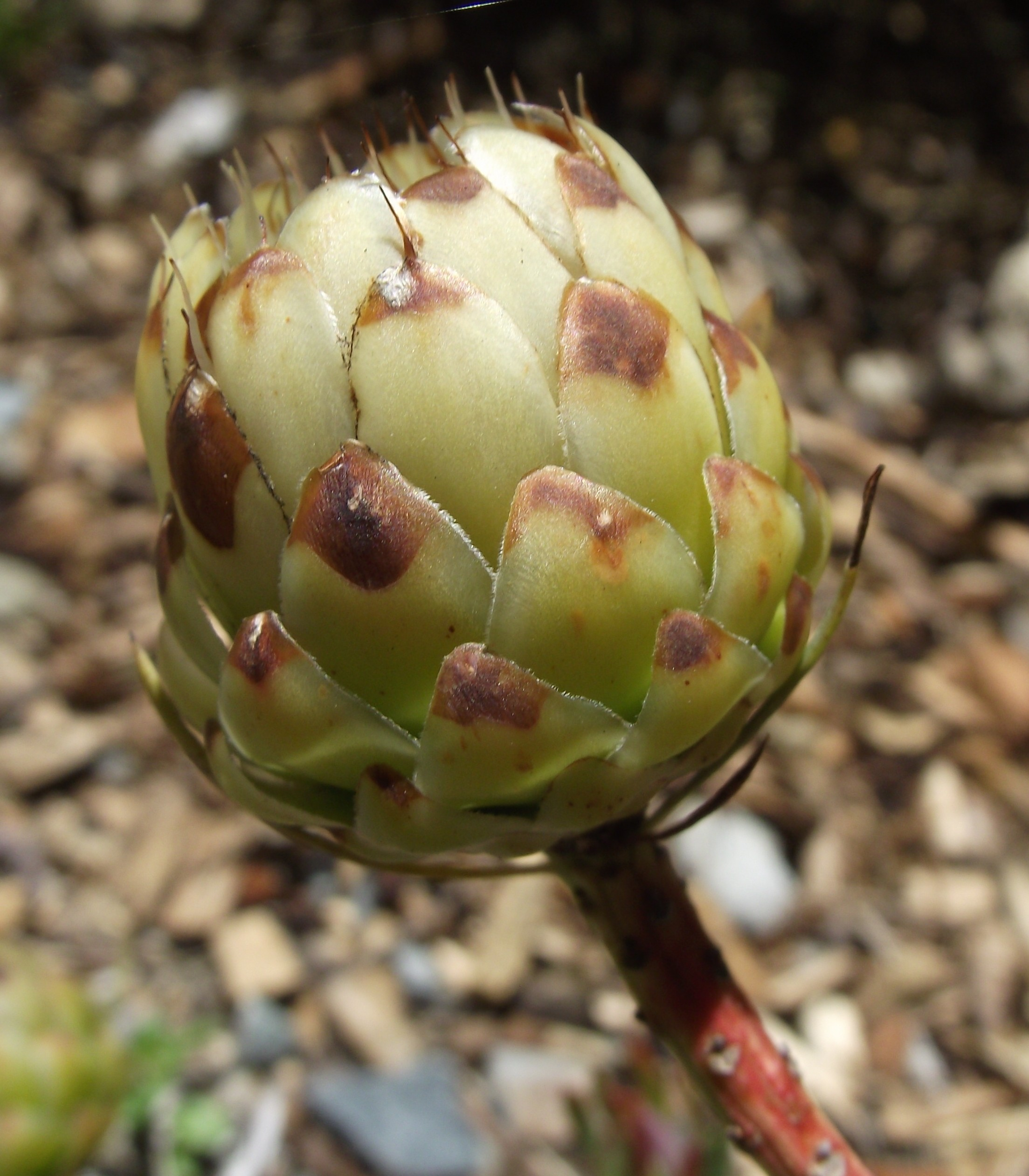
Бутон
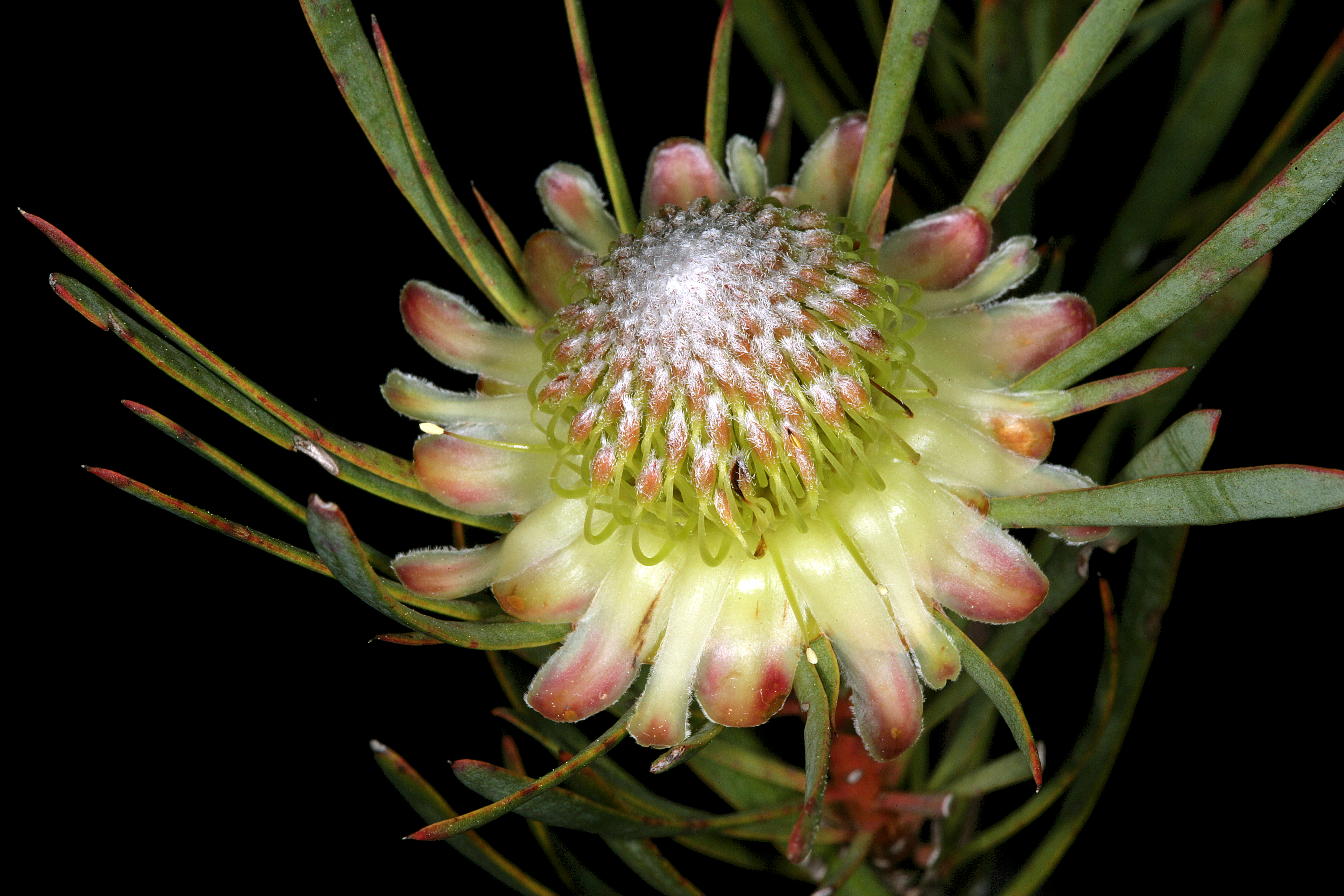
Соцветие

## Распространение и местообитание
Protea scolymocephala — эндемик Западно-Капской провинции Южной Африки. Встречается от долин рек Улифантс и Гифберг на севере, через Кейптаун, до Хермануса на востоке, и от Клейнмонда до Хостона на западе. Растёт на мысе Сленгкоп на Капском полуострове. Растёт на песчаных равнинах и прибрежных низинах, часто встречается вблизи дренажных линий. Встречается на высоте от 0 до 400 м над уровнем моря.

## Биология
Зрелые растения обычно полностью погибают от лесных пожаров, но семена могут выжить пожар в огнеупорных соцветиях. Опыляется птицами и грызунами. Корни поедают слепыши.

## Охранный статус
В 1998 году вид был в значительной степени истреблён в южной части ареала, но всё ещё местами распространён на севере. Состояние популяции было впервые оценено как «уязвимое» Южноафриканским национальным институтом биоразнообразия в 2005 году. В 2019 году популяция сокращался. Ареал уменьшился примерно на 40 % за последние 60 лет из-за расширения городов, сельского хозяйства, инвазивной растительности, слишком частых лесных пожаров, добычи подземных вод и повышенной активности землекопов. Расширение плантаций чая ройбуш и пахотных земель для выращивания картофеля представляют собой особые современные угрозы, вызывающие потерю среды обитания в северной части ареала этого вида и, вероятно, представляют собой наибольшую угрозу выживанию виду. Международный союз охраны природы классифицирует природоохранный статус вида как «уязвимый».